# Eucharia albicans
Eucharia albicans är en fjärilsart som beskrevs av A.Fuchs 1899. Eucharia albicans ingår i släktet Eucharia och familjen björnspinnare. Inga underarter finns listade i Catalogue of Life.